# Flöthe
Flöthe település Németországban, azon belül Alsó-Szászország tartományban. Lakosainak száma 1098 fő (2023. december 31.). Flöthe Cramme és Dorstadt községekkel határos.

## Népesség
A település népességének változása:
| Lakosok száma | 1120 | 1119 | 1102 | 1093 | 1094 | 1098 |
|               | 2015 | 2017 | 2019 | 2021 | 2022 | 2023 |